# Forte da Ribeira do Nabo
O Forte da Ribeira do Nabo, também referido como Forte do Desterro, localizava-se no lugar da Ribeira do Nabo, na freguesia da Urzelina, concelho de Velas, na costa sul da ilha de São Jorge, nos Açores.
Em posição dominante sobre este trecho do litoral, constituiu-se em uma fortificação destinada à defesa deste ancoradouro contra os ataques de piratas e corsários, outrora frequentes nesta região do oceano Atlântico.

## História
No contexto da Guerra da Sucessão Espanhola (1702-1714) encontra-se referido como "O Forte do porto da Fajam da Ribeira do Nabo." na relação "Fortificações nos Açores existentes em 1710".
É novamente referido em 1720.
No contexto da Guerra Civil Portuguesa (1828-1834) encontra-se referido pelo 7º conde de Vila Flor:
"Hoje ao amanhecer achei-me defronte da vila das Velas (...) mandei um reconhecimento da costa (...) e se dirigiram para terra a um pequeno porto chamado da Ribeira do Nabo, guarnecido com 150 homens e uma peça de artilharia."
AVELLAR (1902), mais tarde, complementa:
"O lugar da Fajã tem o seu porto, havendo a leste o forte do Desterro (...). Os liberais chamaram-lhe também o Salto de Vila Flor (...)."
A estrutura não chegou até aos nossos dias.